# Badass
Badass è una canzone del gruppo musicale statunitense Saliva, estratta come singolo dal loro settimo album in studio Under Your Skin (2011).
Resa disponibile in radio e download digitale l'8 marzo 2011, la canzone era comparsa in precedenza nel film dell'orrore Saw 3D (2010), ed è stata anche usata in alcuni promo del film Bullet to the Head.
"Badass" ha raggiunto la posizione numero 26 della classifica Billboard Mainstream Rock Songs.
Per il brano fu girato un video musicale, pubblicato in rete il 12 aprile 2011.

## Posizioni in classifica
| Classifica (2011)                | Posizione massima |
| -------------------------------- | ----------------- |
| Billboard Mainstream Rock Tracks | 26                |